# Іваново (Кіровський район)
Іва́ново (рос. Иваново) — село в Кіровському районі Ленінградської області, Росія.